# Banča

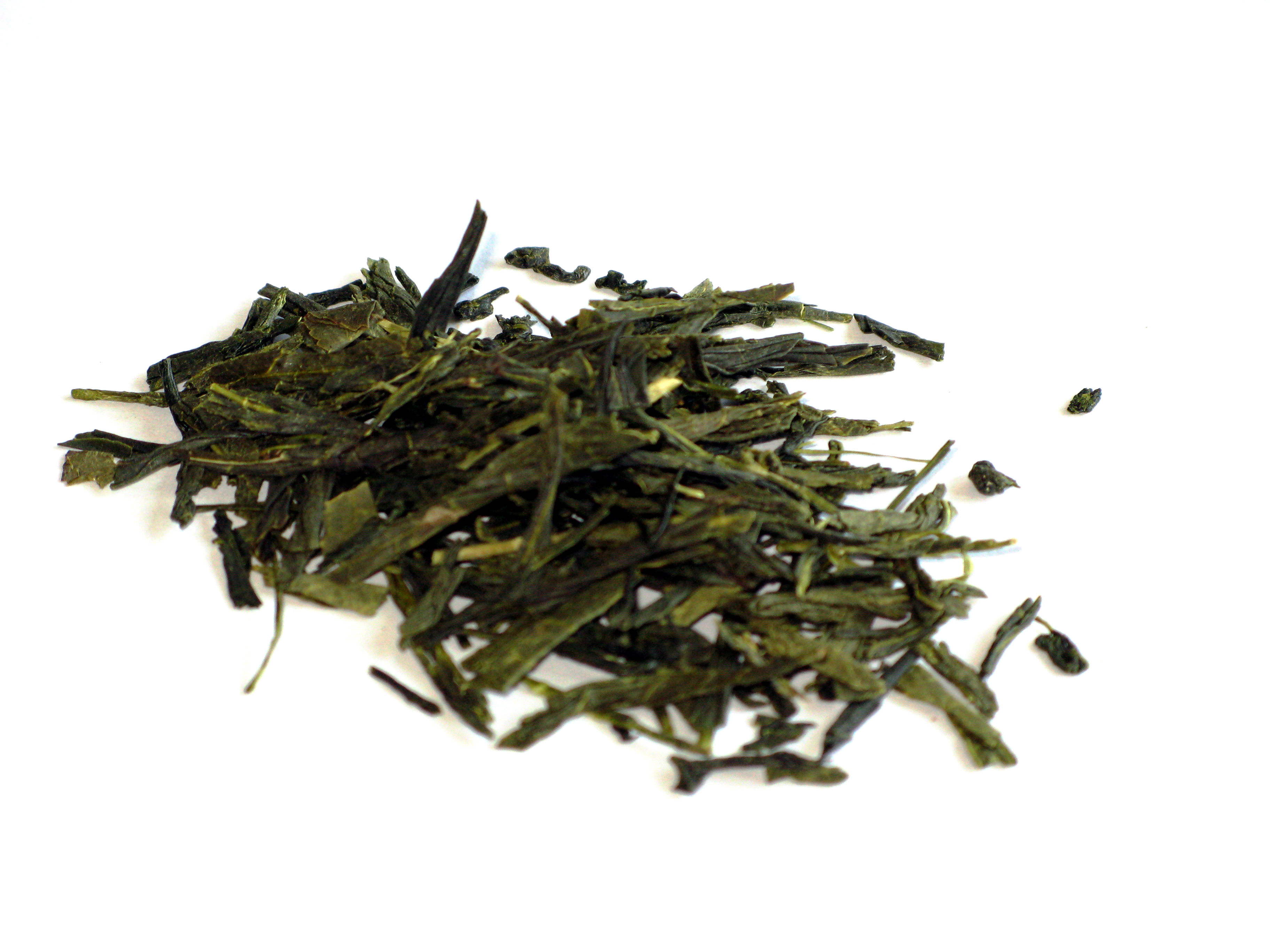
Banča

Banča (japonsky 番茶, Bancha, Běžný čaj) je typ japonského zeleného čaje. Sbírá se v období mezi létem a podzimem po sklizni mladších a jemnějších lístků, ze kterých se vyrábí čaj Senča.

## Charakteristika
Banča pochází ze stejných keřů jako čaj Senča. Jedná se ale o nižší sortu čaje, protože při druhé sklizni jsou lístky už méně kvalitní. Banča je určena k běžnému popíjení a díky nižšímu obsahu kofeinu je vhodná i pro osoby s oslabeným organismem nebo citlivostí na kofein. Banča se také s oblibou pije po jídle a je doporučována při makrobiotické stravě. Suché listy čaje Banča jsou velké, ploché, žilnaté. Nálev je jasně žlutý až zelený, chuť svěží, trávová až mírně svíravá.
Banča se používá jako základ pro čaj Genmaiča.

## Příprava
Teplota vody pro přípravu čaje Banča by měla být přibližně 80 stupňů Celsia. Toho lze dosáhnout nastavením varné konvice na konkrétní teplotu nebo přidáním vody o pokojové teplotě k právě vroucí vodě (chladnější voda by měla mít cca jednu čtvrtinu objemu vroucí vody). Je-li čaj zaléván vodou o vyšší teplotě, může nálev získat nepříjemně nahořklou chuť. Po zalití se čajové lístky luhují 30 sekund až 3 minuty.